# Jibraïl Dallal
Jibrāʾīl al-Dallāl (en arabe : جبرائيل الدلال), est un intellectuel de la Nahda (la renaissance arabe) né le 2 avril 1836 à Alep (alors dans l'Empire ottoman). Il meurt le 24 décembre 1892 en prison, où le sultan avait ordonné en 1890 par un télégramme qu'on le jetât.